# Lori (provins)
Lori (armeniska: Լոռի, Lori), formellt: Լոռու մարզ: Loru marz), är en provins (marz) i Armenien, belägen vid gränsen till Georgien. Huvudort är Vanadzor.
Provinsen hade 235 537 invånare år 2011.